# Indidisk ras
Indider som vanligtvis kallades dravider, var enligt den gamla rasbiologin en gren inom den kaukasoida eller vita rasen och bör i dagens lägen ses som en ideologisk eller social konstruktion.
Benämningen anses numer föråldrad och används ej då den kan uppfattas som rasistisk, och de anatomiska skillnaderna mellan etniska grupper är så små och otydliga att de inte kan betraktas som skilda raser.
Indider skulle främst förekommit på den Indiska subkontinenten och Sri Lanka.

## Karakteristika
Indider ansågs oftast karakteriseras av mörkt hår och mörka ögon. Hudfärgen ansågs variera och indiderna kunde vara allt från ljushyade till mörkhyade, och även brunhyllta. Genom historien har ett flertal olika folkgrupper bosatt sig på den indiska subkontinenten, vilket medfört till stora fenotypiska variationer. Därför ses tidigare försök till rasmässig indelning av indiska folk, och även andra folk, som oanvänbart.
Denna typ av att indela jordens befolkning har idag förkastats av modern vetenskap, då inga skarpa rasgränser existerar mellan olika folkgrupper. Det uppfattas idag som rasistisk då det grundar sig på rasbiologi, som anses vara pseudovetenskap.